# Abdou Razack Traoré
Pour les articles homonymes, voir Abdou.
Abdou Razack Traoré, né le 28 décembre 1988 à Abidjan en Côte d'Ivoire, est un footballeur international burkinabè. Il occupe actuellement le poste d'ailier au Nantong Zhiyun (en) en Chine.
Formé au centre excellence d'Adjamé, il joue ensuite au Raja de Casablanca, à Rosenborg et au Lechia Gdańsk, avant de s'engager en janvier 2013 avec Gaziantepspor. Né en Côte d'Ivoire, il profite de ses origines burkinabè pour intégrer la sélection du Burkina et disputer deux Coupes d'Afrique des nations, en 2012 et 2013.

## Biographie

### En club

#### Ses débuts en Pologne, avec le Lechia Gdańsk
Le 20 août 2010, Abdou Razack Traoré est prêté pour six mois avec option d'achat au Lechia Gdańsk, club de première division polonaise. Huit jours plus tard, il fait ses débuts en Ekstraklasa contre le Śląsk Wrocław et joue les quatre-vingt-dix minutes du match. À partir de cette quatrième journée de championnat, Traoré ne manque aucune rencontre et trouve le chemin des filets à six reprises, après avoir débloqué son compteur buts le 21 septembre contre le Górnik Zabrze en Coupe de Pologne. Meilleur buteur du club à la trêve hivernale, il est logiquement acheté définitivement par les dirigeants du Lechia, pour la somme de deux cent mille euros, et voit son contrat être prolongé jusqu'en juin 2012.
Après la longue trêve hivernale polonaise, le numéro sept de Gdańsk continue sur sa lancée, et s'installe sur la troisième marche du classement des buteurs de la ligue. Leader offensif de son équipe, il la mène vers le haut du tableau et même jusqu'au pied du podium après la dix-neuvième journée. Le 21 mars 2011, il est appelé en équipe du Burkina Faso par Paulo Duarte, qui profite de ses origines burkinabés et du fait qu'il n'a pas encore joué de match international. Le 26 mars, il joue son premier match contre la Namibie, lors de la large victoire quatre à zéro de son équipe. Le 4 juin, Traoré marque son premier but avec le Burkina Faso, contre la Namibie. Entre-temps, il voit son club s'essouffler et retomber à la huitième place. Sur un plan personnel, Traoré se classe à la deuxième place du tableau des buteurs du championnat, avec douze buts.
Lors de la saison suivante, qui marque l'entrée du Lechia dans son nouveau grand stade, la PGE Arena, Traoré et son équipe retombent dans le rang. Moins décisif, le Burkinabé est toutefois sélectionné par son pays pour disputer la Coupe d'Afrique des nations, qui se déroule à l'hiver, et où il ne passe pas le premier tour après trois défaites en trois matches, qu'il ne joue pas. À la lutte pour le maintien avec Gdańsk, Traoré ne marque que quatre fois et termine la saison à la treizième place du championnat.
La saison 2012-2013 est très différente pour Traoré, qui retrouve ses qualités de buteurs. En effet, à mi-parcours, il est à créditer de neuf buts, qui le placent sur la deuxième marche du classement des buteurs d'Ekstraklasa, derrière Danijel Ljuboja et ses dix buts. Il ramène le Lechia vers le haut de tableau, à l'affut pour les places européennes. Contacté par de nombreux clubs, étrangers comme polonais, Abdou Razack Traoré décide, avant de participer à sa deuxième Coupe d'Afrique des nations, de ne pas prolonger son contrat avec le Lechia Gdańsk et donc de partir en janvier 2013.

### En Turquie
Le 5 janvier 2013, Traoré signe un contrat de trois ans et demi avec Gaziantepspor.

## Palmarès
- Champion de Norvège : 2009, 2010
- Finaliste de la Coupe d'Afrique des nations : 2013